# Стратегија
Стратегија је општи план акција чија је сврха остваривање одређених, јасно дефинисаних, циљева.
Наука о стратегији настала је као грана војне науке која се бави командним структурама, планирањем и извођењем рата. Временом је ушла и у друге науке, пре свега економију, кроз маркетинг стратегије и стратешко планирање. Има је и у спорту (нпр. фудбалска стратегија), математици (теорија игара), информатици.

## Војна стратегија
Војна стратегија представља скуп идеја које спроводе војне организације како би оствариле жељене стратешке циљеве Реч потиче од грчке речи стратегос (генерал, вођа војске) и ушла је у употребу током 18. века, када је посматрана у свом ужем смислу као „вештина генерала“, 'вештина распоређивања' трупа. Војна стратегија се бави планирањем и спровођењем похода, покретима и распоредом снага и заваравањем непријатеља.
Историјски текстови као што су Чанакјина Артхашастра написана у 3. веку пре нове ере, Сун Цуова Уметност ратовања, написана у Кини пре 2.500 година, политичка стратегија Макијавелијевог Владаоца, написаног 1513, или Клаусевицевљево дело О рату, објављено 1832, и јапански класик Књига пет прстенова Мусаши Мијамотоа из 1645, су веома познати, и врло утицајни. Иако израз „стратегија“ није коришћен пре 18. века, а касније је му је значење у одређеној мери измењено, постојало је неколико значајних аутора који су писали о стратегији између Макијавелија и Клаусевица, попут Метјуа Сатклифа, Бернардина де Мендозе, и других.

## Теорија игара
У теорији игара, стратегија се односи на једну од опција које играч може да одабере. Прецизније, сваки играч у некооперативној игри има скуп могућих стратегија од којих одабира своју стратегију.
Стратегија мора да одређује које акције ће се спроводити у ком делу игре, на пример, ако противник одигра А, онда се спроводи акција Б, док ако противник одигра В, онда се спроводи акција Г.
Стратегије у теорији игара могу да буду насумичне (мешовите) или детерминистичке (чисте). Чисте стратегије могу да се посматрају као посебан случај мешовитих, такав да се акцијама придају само вероватноће 0 и 1.
У играма које се заснивају на стратегији, играч разматра низ могућих потеза како би одабрао најбољи у циљу да порази противника. Шах је позната стратешка игра која се игра широм света.